# Карусель (телесериал, 1989)
Карусель (исп. Carrusel) — мексиканская 358-серийная теленовелла, написанная Абелем Сантакрусом и произведённая компанией «Televisa» при участии продюсера Валентина Пимштейна. Является ремейком-адаптацией аргентинской теленовеллы «Госпожа учительница» (Señorita maestra, 1983-85), тоже написанной Сантакрусом. В 1992 году был выпущен 120-серийный сиквел-кроссовер «Американские горки» (Carrusel de las Américas, Карусель обоих Америк), где персонажи из «Карусель» встречаются с персонажами теленовеллы «Шаловливая мечтательница» (1991).
В 2012 году был выпущен одноимённый бразильский ремейк.
В России впервые был показан с 3 августа 1993 года по 30 сентября 1994 года на Шестом канале (тогдашний бренд современного канала СТС) в одноголосом переводе Лидии Запашной (автор перевода Ольга Олейникова), однако были показаны только серии с 85-й по 306-ю.

## Синопсис
В центре действия ученики второго класса мексиканской начальной школы Мундьяль. В первый день учебного года их классным руководителем назначают молодую и красивую Химену Фернандес. Сюжет сосредоточен на повседневной жизни учеников, одновременно затрагивая множество различных тем о жизни, любви, доверии и дружбе. Одним из главных вопросов, показанных в телесериале являются отношения между высшими и низшими социальными классами общества, среди которых романтические отношения между сыном бедных родителей Сирило и дочерью богатых родителей Марией Хуакиной Вильясенёр. Сюжет также построен на том, что каждый ученик в классе Химены представляет собой конкретную личность, и хотя у всех них возникают непонимание и конфликты между собой, их всех объединяет одно: они все любят Химену. В финале, который приходится на завершение учебного года, директриса собирается назначить Химену на следующий учебный год руководителем другого класса, но по просьбе детей её в итоге оставляют руководителем прежнего класса.
Хотя по сюжету дети являются учениками начальной школы и их возраст примерно в районе 8 лет, половина задействованных детей на момент съёмок были в возрасте 10-11 лет.

## Создатели телесериала

### В ролях

#### Дети
- Хосеф Бирч — Давид Равинович
- Габриэль Кастаньон — Марио Айала
- Ильда Чавес — Лаура Куинуньес
- Мануэль Фернандес — Адриан Гарсия
- Росарио Суньига — Марселина Герра
- Флор Эдуарда Гуррола — Кармен Каррильо
- Сильвия Гусман — Алисия Гусман
- Хорхе Гранильо — Хайме Палильо
- Кристель Клитбо — Валерия Феррер
- Рамон Вальдес Уртис — Абелардо Крус
- Маурисио Армандо — Пабло Герра
- Карин Нисембаум — Биби Смит
- Людвига Палета — Мария Хоакина Вильясеньор
- Абрахам Понс — Даниэль Сапата
- Ёсики Такигути — Кокимото Мисима
- Педро Хавьер Виверо — Кирило Ривера
- Рафаэль Омар — Хорхе дель Сальто
- Эрика Гарса — Клементина Суарес
- Хохан Сиерра — Педро Симшикис
- Хайро Гомес

#### Взрослые
- Габриэла Риверо — маэстро Химена Фернандес[1]
- Аугусто Бенедико — Дон Фермин#1
- Армандо Кальво — Дон Фермин#2
- Одисео Бичир — Федерико Каррильо
- Ребека Манрикес — Инес де Каррильо
- Микель Бильбао — профессор Хуан Депортес
- Джонни Лабориель — Хосе Ривера
- Вероника Кон — Белен де Ривера
- Артуро Гарсия Тенорио — Рамон Палильо
- Адриана Лаффан — Луиса де Палильо
- Альваро Сервиньо — доктор Мигель Вильясеньор
- Карен Сентиэс — Клара де Вильясеньор#1
- Кения Гаскон — Клара де Вильясеньор#2
- Давид Остроски — Исаак Равинович
- Херардо Пас — Самюэль Муньос
- Россана Сессарман — Ребекка де Равинович
- Беатрис Морено — директор Фелисия Оррака
- Ракель Панковски — маэстро Матильде Матеуч
- Алехандро Томмаси — Альберто дель Сальто
- Сесилия Габриэла — Роксана де дель Сальто
- Марсиаль Салинас — Херман Айала
- Беатрис Орнелья — Наталия де Айала
- Оскар Нарваес — Рикардо Феррер
- Барбара Корсега — Елена де Феррер
- Исмаэль Ларумбе — Роберто Герра
- Эрика Магнус — Исабель де Герра
- Мануэль Гисер — Сеньор Маркос Моралес
- Юла Посо — Хуанита
- Ханет Руис — маэстра Сусана
- Питука де Форонда — Сара Равинович
- Бланка Торрес — Тонья
- Ада Карраско — тётя Матильде
- Кета Карраско — тётя Роса
- Игнасио Ретес — Сеньор Ортис
- Тони Карбахаль — Элиас
- Лупита Сандоваль — Доротея
- Дина де Марко
- Хосе Луис Ябер
- Луиса Уэртас
- Луис Энрике Рольдан
- Кармен Сангредо
- Хулиан Браво
- Хосефина Эскобедо
- Лили Инклан
- Ана Мария Агирре
- Хорхе Паскуаль Рубио
- Перла де ла Роса
- Хесус Мануэль Кашер
- Ада Кронер
- Мануэль Авила
- Армандо Франко
- Роберто Портер
- Лиссета Ромо
- Хосе Луис Дуваль
- Франк Мендес
- Алехандро дель Кастильо
- Артуро Лорка

### Административная группа
- оригинальный текст: Абель Сантакрус
- либретто: Ли Кинтана
- адаптация: Клаудия Эстер О’Брейн
- телевизионная версия: Валерия Филлипс
- литературный редактор: Долорес Ортега
- литературные координаторы: Габриэла Ортигоса, Лурдес Барриос
- контроль сценария: Вероника Пимштейн
- музыкальная тема заставки: Carrusel de niños
- вокал: Астрид и Джессика Моралес
- композиторы: Хосе Антонио "Потро" Фариас, Луис Альберто Дисайяс
- осветитель на съёмках: Хуан Лопес
- художник-постановщик: Дарио Ранхель
- художник по костюмам: Ракель Паро
- художники по декорациям: Патрисио де Висенсо, Габриэла Лосано
- редакторы: Х. Р. Наварро, Клаудио Гонсалес, Альберто Родигес
- контроль над съёмочной группой: Игнасио Сада Мадеро
- администраторы диалогов: Хуан Карлос Муньос, Виктор Уго Сальдиерна
- начальники производства: Мария де Хесус Арельяно, Мария Луиса Солис, Исамари Мендоса
- координаторы производства: Марикармен Сола, Пабло Мартинес де Веласко
- распределитель ролей среди актёров: Артуро Гисар
- оператор-постановщик: Альбино Корралес
- режиссёр-постановщик: Педро Дамиан
- ассоциированный продюсер: Анхельи Несма Медина
- сопродюсеры: Сальвадор Мехия Алехандре, Вероника Пимштейн
- продюсер: Валентин Пимштейн

## Интересные факты
Создатели телесериала Карусель запустили также в театре одноимённый музыкальный спектакль и задействовали в нём всех детей-актёров, снявшихся в телесериале. Особенно повезло юным актёрам Георгине Гарсия, Кристель Клитбо, Йошики Такуигучи, Людвике Палете и Ильде Чавес, они снялись в отрывке музыкального спектакля, который был показан в 104(97) серии мексиканского телесериала Просто Мария, где герои Мария Лопес и Виктор Каррено очень весело смеялись.

## Награды и премии

### TVyNovelas(2 из 2)
| Номинация           | Персона        | Результат |
| ------------------- | -------------- | --------- |
| Лучшая детская роль | Людвига Палета | Победа    |
| Лучшая детская роль | Хорхе Гранильо | Победа    |